# قاعدة الكويت البحرية

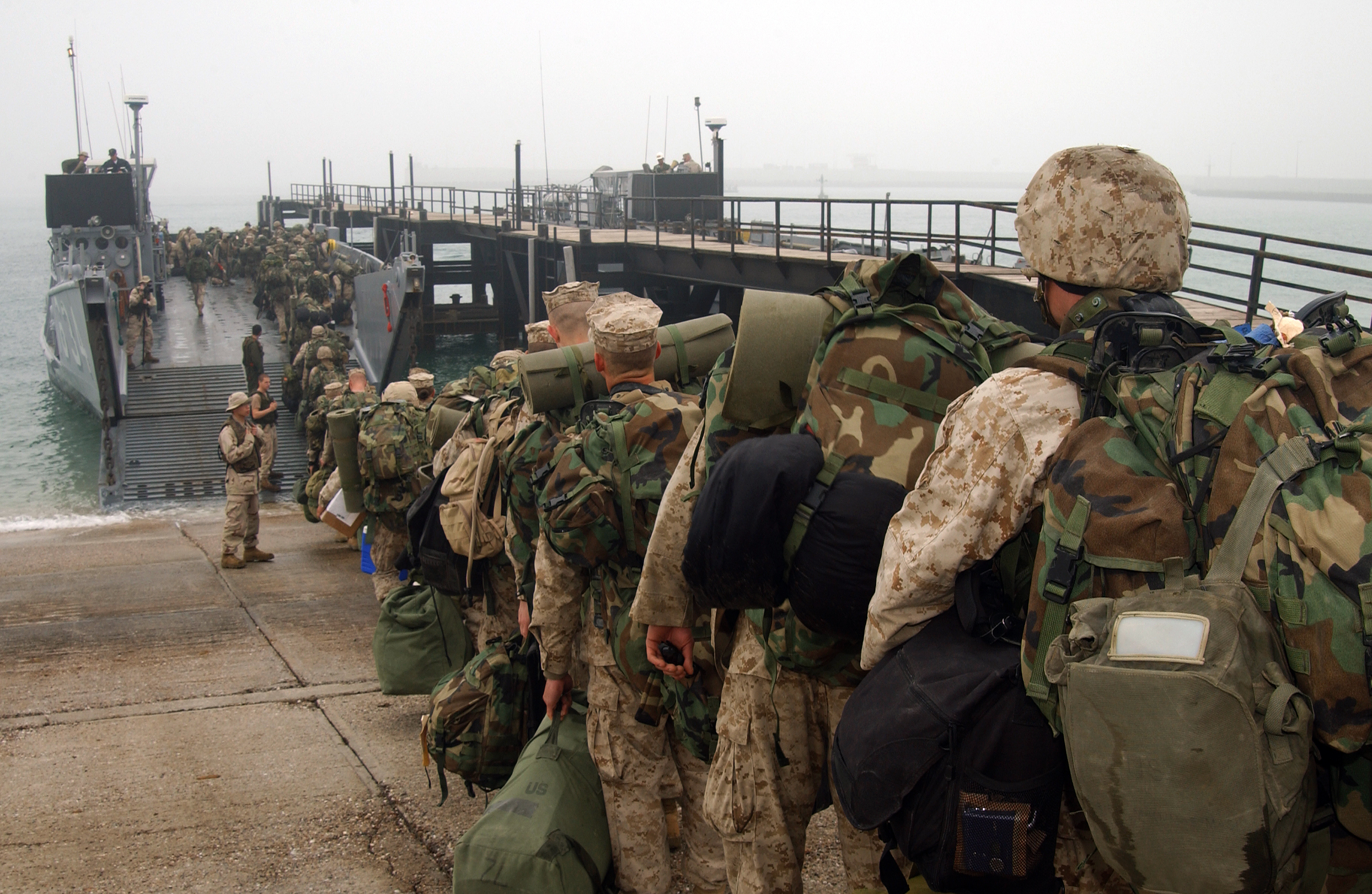
القوات الأمريكية في القاعدة البحرية

قاعدة الكويت البحرية (بالإنجليزية: Kuwait Naval Base)‏ أو كما تعرف باسم قاعدة محمد الاحمد (بالإنجليزية: Sheikh Mohammed  Al-Ahmad Naval Base)‏، هي قاعدة بحرية تقع على ساحل الخليج العربي في منطقة الجليعة، تبعد 70 كم في جنوب مدينة الكويت. يستخدم أيضا من قبل الأسطول الخامس الأمريكي و يتم استخدامه من قبل القوات الأمريكية والكويتية للقيام بعمليات عسكرية وتدريبات.